# 구글 파이버

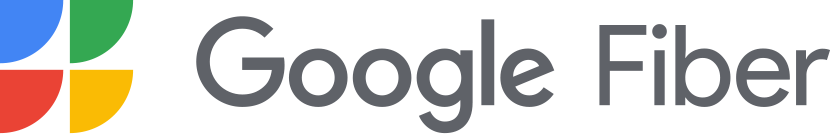
구글 파이버.

구글 파이버(Google Fiber)는 알파벳의 액세스 디비전의 일부이다. 초고속 인터넷과 케이블 텔레비전을 미국의 속도가 느린 작고 수많은 지역에 제공하는 FTTH(fiber-to-the-premises) 서비스를 제공한다. 2016년 중순 기준으로 구글 파이버는 68,715명의 텔레비전 가입자를 보유하고 있으며 약 453,000명의 초고속 인터넷 고객들이 있는 것으로 짐작된다.
이 서비스는 캔자스시티 메타폴리탄 에어리어에 처음 도입되었으며 여기에는 처음 3년 내 20개의 캔자스시 교외지역을 포함한다. 처음에는 실험 프로젝트로 제안된 구글 파이버는 2012년 12월 12일 실행 가능한 비즈니스 모델로 발표되었으며 당시 구글의 회장 에릭 슈미트는 "실제로는 실험이 아니며 우리는 이것을 비즈니스로 운영하고 있다"고 뉴욕 타임즈 딜북 콘퍼런스에서 언급하였다.
구글 파이버는 2013년 4월 유타주 프로보와 텍사스주 오스틴으로의 확장을 발표하였고, 2014년과 2015년에 애틀란타, 샬럿, 트라이앵글, 내시빌, 솔트레이크시티, 샌안토니오로 추가 확장되었다.
2015년 8월 10일, 구글은 회사 구조조정의 일환으로 덜 핵식점인 서비스들과 제품들을 새로운 산하 회사인 알파벳으로 이동한다고 발표하였다. 구조조정 계획의 일환으로 구글 파이버는 알파벳의 지사로 되면서 "액세스 앤드 에너지" 사업 부문의 일부가 된다.

## 서비스

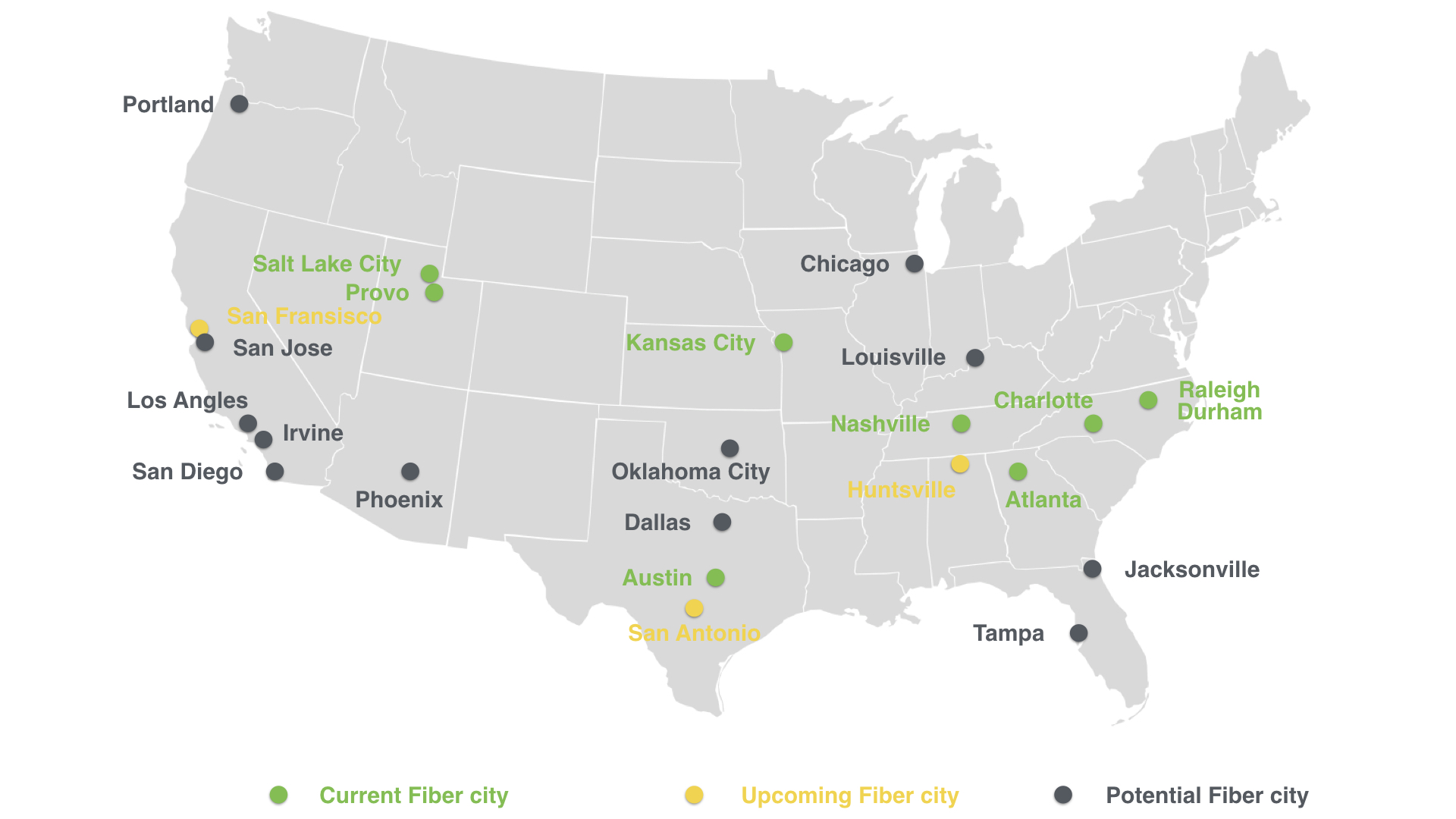
구글 파이버 도시 지도 (현재 솔트레이크시티, 샬럿, 롤리-더햄에서 구글 파이버를 이용할 수 있다)

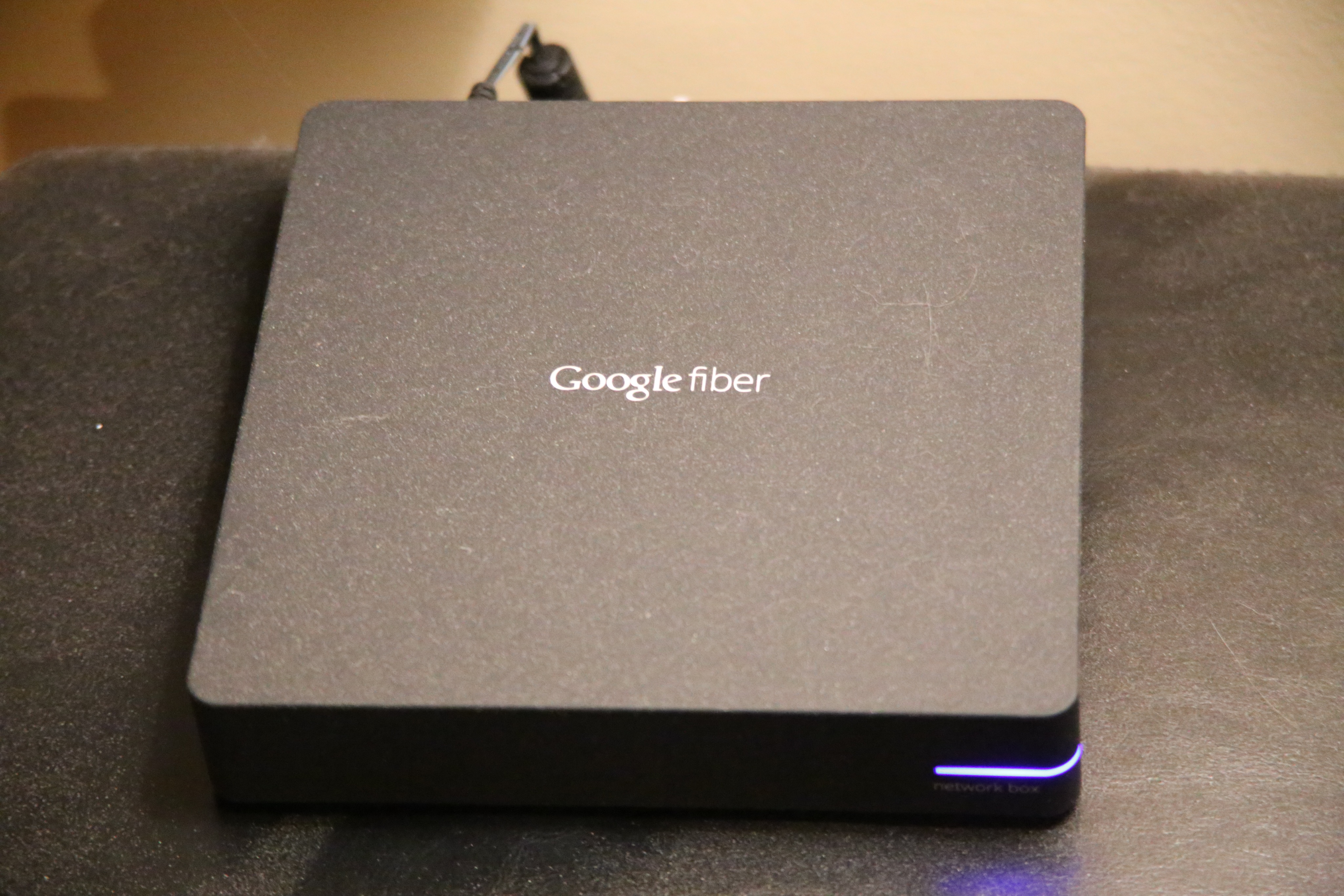
구글 파이버 네트워크 박스

구글은 고객에게 각기 다른 서비스 플랜을 제공한다.
| 플랜                     | 기가비트 + TV                              | 기가비트 인터넷    | 베이식 인터넷 |
| ------------------------ | ------------------------------------------ | ------------------ | ------------- |
| 인터넷 대역폭 (다운로드) | 1 Gbit/s                                   | 1 Gbit/s           | 100 Mbit/s    |
| 인터넷 대역폭 (업로드)   | 1 Gbit/s                                   | 1 Gbit/s           | 100 Mbit/s    |
| TV 서비스 포함           | 예                                         | 아니오             | 아니오        |
| 설치비                   | 없음                                       | 없음               | 없음          |
| 월간 반복 발생 비용      | $130-$140                                  | $70                | $50           |
| 스토리지 포함            | 1 TB 구글 드라이브 2 TB DVR (8 튜너)       | 1 TB 구글 드라이브 | 없음          |
| 하드웨어 포함            | 네트워크 박스 TV 박스 TV 리모컨 8-튜너 DVR | 네트워크 박스      | 네트워크 박스 |

## 운영 위치
- 스탠퍼드 대학교
- 캔자스 시
- 텍사스주 오스틴
- 유타주 프로보
- 솔트레이크시티
- 애틀랜타 주
- 리서치 트라이앵글

## 발표된 예정지
- 캘리포니아 주
- 테네시주 내시빌
- 텍사스주 샌안토니오
- 앨라배마주 헌츠빌
- 켄터키주 루스빌

## 같이 보기
- 프로젝트 룬